# Дом Фалеева
Дом Фалеева — особняк в Москве, расположенный по адресу Гагаринский переулок, дом 11. Объект культурного наследия регионального значения.

## История
Каменный дом городской усадьбы в Гагаринском переулке был построен в начале XIX века, после московского пожара 1812 года, в 1845-м он был расширен. Архитектор Николай Григорьевич Фалеев купил усадьбу в 1895 году. Существовавший дом новый владелец использовал в качестве основы для постройки нового здания. Стены и перегородки из дерева при перестройке были сохранены, новые стены были выполнены из кирпича. Тогда же был выполнен дошедший до настоящего времени фасад здания. Фалеев преимущественно работал в направлении эклектики, смешение разных архитектурных стилей было использовано и при постройке собственного особняка, который сочетает в себе ренессанс, ампир и ряд деталей в духе барокко. В то же время возле дома была возведена стоящая и поныне ограда с решёткой.
Декор фасадов включает в себя маленькие фигурки крылатых львов по углам, проходящий над окнами с использованием меандра, небольшие барочные раковины над центральным и боковыми окнами. Наибольший интерес вызывает лепное украшение над входом, где изображены пересечённые треугольник, лопатка, топор, кирка, циркуль и канат. Несмотря на расхожее мнение о том, что он обозначает принадлежность хозяина дома к масонам, знак этот на самом деле являлся официальной эмблемой гражданских инженеров в России. Аналогичные инструменты можно было встретить ещё на нескольких фасадах домов московских архитекторов, но до настоящего времени уцелел только декор особняка Фалеева. На фасаде также обозначен номер дома (11), справа от эмблемы инженеров в виде розетки с двумя вертикальными перекладинами.
С приходом советской власти дом был конфискован в пользу государства и передан Народному комиссариату иностранных дел. Здание было известно как «10-й дом Наркоминдела» и использовалось для проживания иностранных дипломатов и гостей. Среди последних был американский журналист Джон Рид, который здесь же и скончался.
По некоторым свидетельствам, в 1960-е особняк занимало посольство Конго. В 1966 году он был сдан в аренду семье американского журналиста Эдмунда Стивенса. Благодаря его русской жене Нине здесь появился настоящий салон, в котором собиралась столичная элита. В 1992 году, сразу же после смерти мужа, Нина Стивенс получила разрешение на приватизацию дома.
К началу XXI века фасад особняка обветшал, часть лепного декора была утрачена. Во время реставрации 2010—2011 годов была выполнена работа по укреплению декора и восстановлению недостающих его частей. До настоящего времени дошла изначальная планировка здания и многие элементы внутренней отделки: лепнина, изразцовые и калориферные печи, камин с чугунным литьём, наборный дубовый паркет, мозаичный мраморный пол. Дом находится в распоряжении дипломатического ведомства, с 2010 года здесь располагается посольство Республики Абхазия.